# Théodore Guiter
Théodore Guiter (Perpinyà, 15 de febrer de 1797 - París, 22 de març de 1875) fou un advocat i polític nord-català, diputat a l'Assemblea Nacional Francesa.
Era nebot de Josep Antoni Guiter. Llicenciat en dret, treballà de notari a Perpinyà i milità a l'oposició liberal a Lluís Felip I de França. De 1839 a 1846 fou conseller general pel Cantó de Ribesaltes. En febrer de 1848 fou nomenat comissari de la Segona República Francesa als Pirineus Orientals, i de 1848 a 1851 en fou diputat, formant part del grup esquerrà del Congrés.
Després del Cop d'Estat francès de 1851 es va exiliar a la Savoia. Després de la caiguda del Segon Imperi Francès va tornar i fou escollit novament diputat de 1871 a 1875, seient a la dreta al Congrés.

## Mandats
Diputat dels Pirineus Orientals
- 23 d'abril de 1848 - 26 de maig de 1849
- 13 de maig de 1849 - 2 de desembre de 1851
- 8 de febrer de 1871 - 22 de març de 1875